# Binangonan

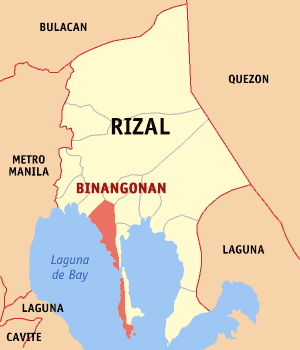
Binangonans läge i Rizal

Binangonan är en kommun i Filippinerna som ligger i provinsen Rizal, regionen CALABARZON. Den hade 238 931 invånare vid folkräkningen 2007. Kommunen är indelad i 40 smådistrikt, barangayer, varav alla utom en är klassificerade som urbana.